# 1356
| 1356               |
| ------------------ |
| Dødsfald - Fødsler |
| • Begivenheder     |

| Gregoriansk kalender | 1356 MCCCLVI            |
| Ab urbe condita      | 2109                    |
| Armensk kalender     | 805 ԹՎ ՊԵ               |
| Kinesiske kalender   | 4052 – 4053 乙未 – 丙申 |
| Etiopisk kalender    | 1348 – 1349             |
| Jødisk kalender      | 5116 – 5117             |
| Hindukalendere       |                         |
| - Vikram Samvat      | 1411 – 1412             |
| - Shaka Samvat       | 1278 – 1279             |
| - Kali Yuga          | 4457 – 4458             |
| Iransk kalender      | 734 – 735               |
| Islamisk kalender    | 757 – 758               |

Konge i Danmark: Valdemar 4. Atterdag 1340-1375
Se også 1356 (tal)

## Begivenheder
- 19. september – I slaget ved Poitiers i hundredårskrigen leder Edvard, den sorte prins, de engelske styrker til en sejr over franskmændene.